# Кастелло-Молина-ди-Фьемме
Кастелло-Молина-ди-Фьемме (итал. Castello-Molina di Fiemme) — коммуна в Италии, располагается в провинции Тренто области Трентино-Альто-Адидже.
Население коммуны, на 01.01.2024 года, составляет 2319 человек, плотность населения ─ 42,31 чел./км². Коммуна занимает площадь 54,81 км². Почтовый индекс — 38030. Телефонный код — 0462.
Покровителями коммуны почитаются святой великомученик Георгий, празднование 23 апреля в Кастелло, и sant'Antonio da Padova, празднование 13 июня в Молина.

## Демография
Динамика населения: